# Cnemidophorus cryptus
Cnemidophorus cryptus là một loài thằn lằn trong họ Teiidae. Loài này được Cole & Dessauer miêu tả khoa học đầu tiên năm 1993.